# Белградская фондовая биржа
Белгра́дская фо́ндовая би́ржа (серб. Београдска берза), сокращённо BELEX — фондовая биржа в Белграде (Сербия). Открыта в 1894 году в Королевстве Сербия после подписания королём Закона о фондовых биржах в 1886 году. В настоящее время является полноправным членом Федерации евро-азиатских фондовых бирж (FEAS), ассоциативным членом Федерации европейских залоговых бирж (FESE).

## История
Идеи о создании института, контролирующие потоки денег, появились в Сербии в 1830-е годы. Торговая ассоциация Сербии, которая занималась развитием сербской экономики, добилась принятия Закона о фондовых биржах. 3 ноября 1886 года он был принят в Народной скупщине и подписан королём Сербии Миланом I Обреновичем. 21 ноября 1894 года состоялось учредительное заседание руководства Белградской фондовой биржи, где были приняты решения о назначении на ключевые должности лиц. Целью биржи являлись продвижение, развитие и регулярная торговля различными товарами с использованием любых залогов — чеков, купонов, монет и ассигнаций. Первые торги состоялись 2 января 1895 года в гостинице «Босна» на побережье Савы, где экспортёры обсуждали контракты на поставку продовольствия и чернослива. В то время все транзакции совершались только в одном помещении, проводилась только одна торговая сессия, с использованием валюты, денег и товаров. Вскоре были основаны два департамента: товарный (на побережье Савы, Товарная биржа) и валютный (гостиница «Српска круна», Валютная биржа). Белградская биржа считалась одной из лучших финансовых организаций: она одна из старейших в Европе, установленные там цены на товары отвечали среднеевропейским ценам. 
В начале XX века на бирже использовались разные залоги: наиболее популярными и стабильными были правительственные залоги, что понималось как большее доверие со стороны граждан к государству, а не к общественным компаниям. Существовало негласное правило: «Хочешь хорошо есть — вкладывайся в свои акции, хочешь хорошо спать — вкладывайся в гособлигации». На время Первой мировой войны биржа была закрыта, открывшись только спустя 4 года после войны при сложной экономической ситуации. Введя новые правила и утвердив новую нормативно-правовую базу, биржа продолжила свою работу и достигла новых результатов. Бирже уже требовались новые помещения с новыми условиями труда, соответствующим оборудованием, техническими возможностями, средствами связи, лабораториями, судом и т.д. В 1934 году Белградская биржа переехала в дом 13 на Королевской площади. Оборот увеличился, дела у биржи пошли гораздо лучше: ежедневно её посещали от 100 до 150 персон. Котировки печатались тиражом в 1000 экземпляров на трёх языках.
Великая депрессия оказала своё негативное влияние на Белградскую фондовую биржу. А 28 марта 1941 года состоялась последняя встреча Совета директоров перед началом Второй мировой войны. В послевоенные годы биржа продолжила существовать даже при укладе социалистической экономики, однако в 1953 году формально была закрыта решением Президиума Народной Республики Сербии. Значительная часть трейдеров, банкиров и сотрудников биржи в годы войны погибла или бежала из страны, оставшиеся же попали под суд за антигосударственную деятельность, а их имущество было национализировано. Значительная часть документации и материалов старой биржи были уничтожены.
Биржа была заново открыта в 1989 году как Югославский рынок капиталов после принятия соответствующего Закона о рынке капиталов. Состоялось учредительное собрание Югославского рынка капиталов с представителями 32 крупнейших югославских банков. В 1992 году в связи с распадом Югославии биржа была переименована обратно в Белградскую фондовую биржу. В большинстве своём в 1990-е годы на бирже продавались правительственные облигации, долговые инструменты и тому подобное. Хотя первые крупные торги прошли в 1991 году с участием компании Sintelon и автосалона Kikinda, серьёзный шаг на пути развития Белградской биржи был сделан только в 2000 году, когда доли в предыдущих приватизационных процессов были включены во вторичный обмен ваучерами. В 1996 году Белградская биржа провела торговлю товарно-коммерческими бумагами Товарных резервов, в основе которых лежали запасы кукурузы, сахара и нефти. Первые муниципальные облигации были предложены на бирже в 2000 году, как и первые ценные бумаги Национального банка Югославии. Биржа не прекращала свою работу даже во время нападения НАТО в 1999 году.
В 2001 году в ходе масштабной приватизации биржа начала торговать ценными бумагами приватизированных предприятий. После начала торговли государственными облигациями Югославии для покрытия правительственного долга (с учётом старой валюты) произошёл рост национального рынка капиталов, официальное открытие новой биржи состоялось 31 декабря 2003 года. С 2003 по 2004 годы произошли значительные сдвиги в развитии системы BELEX, появились услуги дистанционной торговли, продолжилось международное развитие и сотрудничество с другими биржами. В конце 2004 года был опубликован первый индекс Белградской фондовой биржи, в сентябре того же года биржа была принята в Федерацию евро-азиатских фондовых бирж. В 2005 году биржа занялась развитием информационных процессов и запустила первую информационную службу с указанием информации в реальном времени. В 2006 году на бирже котировались акции примерно 1200 компаний, а капитализация рынка акций достигла 11 млрд. долларов США. Первые курсы трейдеров прошли в 2006 году, а в апреле 2007 года появился первый листинг залогов.
22 февраля 2016 года Белградская и Люблянская фондовые биржи присоединились к SEE Link и региональной сети EBRD по торговле залогами.

## Индексы
Белградская биржа имеет четыре индекса:
- BELEXline[фр.], общий индекс фондовой биржи
- BELEX15, содержит 15 самых ликвидных эмитентов биржи

## Руководители
- Димитрие Стаменкович: 1894
- Милан Стоядинович: 1941
- Гордана Достанич: 2002–2015
- Синиша Крнета: 2015–н.в.